# Friheden Station
Friheden Station er en S-togs-station i det sydlige Hvidovre, syd for København. Stationen ligger på Køge Bugt-banen, og åbnede 1. oktober 1972. Stationen har fået navn efter "Frie gård", som efter udskiftningen i 1787 lå på dette sted.
Stationen blev ombygget i 2001. Stationen er en højbanestation placeret på en jordvold. Der ligger en stor busterminal ved stationen. På den anden side af Gammel Køge Landevej ligger Frihedens Butikscenter.
Der ligger en 7-Eleven butik på stationen.

## Busterminal
Busterminalen består af seks stoppesteder:
- 4A mod Buddinge st./Emdrup Torv
- 200S mod Buddinge st.
- 132 mod Tingbjerg og mod Strandbyparken; 87 mod Solrød Strand st.
- 137 mod Avedøre Holme; 139 mod Avedøre Holme; 200S mod Avedøre Holme
- 132 mod Hvidovre st.; 87 mod København Syd st.
- Afsætning

## Antal rejsende
Ifølge Østtællingen var udviklingen i antallet af dagligt afrejsende med S-tog:
| År   | Antal | År   | Antal | År   | Antal | År   | Antal |
| ---- | ----- | ---- | ----- | ---- | ----- | ---- | ----- |
| 1957 | -     | 1974 | 2.211 | 1991 | 3.907 | 2001 | 3.592 |
| 1960 | -     | 1975 | 2.090 | 1992 | 4.045 | 2002 | 3.930 |
| 1962 | -     | 1977 | 2.111 | 1993 | 4.374 | 2003 | 4.098 |
| 1964 | -     | 1979 | 3.303 | 1995 | 4.158 | 2004 | 4.351 |
| 1966 | -     | 1981 | 3.832 | 1996 | 3.888 | 2005 | 3.798 |
| 1968 | -     | 1984 | 4.090 | 1997 | 3.563 | 2006 | 4.171 |
| 1970 | -     | 1987 | 3.925 | 1998 | 3.590 | 2007 | 3.767 |
| 1972 | 1.891 | 1990 | 3.628 | 2000 | 3.801 | 2008 | 3.682 |

## I populærkulturen
Malurts sang "Friheden Station" (fra debutalbummet Kold Krig (1980)) har omkvædet
Her på Friheden Station

er frihed kun en illusion

For her’ lisså langt som øjet ka' nå

kun tvang at få øje på.
I filmen Forbrydelser fra 2004 med bl.a. Trine Dyrholm foregår flere scener på Friheden Station (filmen foregår hovedsagelig i et fængsel, det er derfor næppe helt tilfældigt at disse få scener der viser de indsatte uden for fængslet foregår netop på Friheden Station).